# I distruttori del tempio Shaolin
I distruttori del tempio Shaolin (Hung Hsi-Kuan) è un film del 1977, diretto da Chia-Liang Liu e mai uscito nelle sale cinematografiche italiane.
Il film ebbe anche un sequel - che per lo più viene definito come "un remake più acrobatico" - intitolato Il clan del Loto Bianco. A differenza de Il clan del Loto Bianco, il film presenta dei combattimenti molto meno acrobatici - cosa invece su cui puntava Lo - e dei temi molto più sviluppati, come ad esempio la famiglia, l'amore e la voglia di riscatto. Il regista Chia-Liang Liu usò molti dei suoi "marchi di fabbrica" in questo film, che rappresenta infatti il suo capolavoro ed entrò nella top ten dei film più visti di Hong Kong nel 1977.

## Trama
(Voce narrante.)
Il monastero Shaolin viene raso al suolo dal perfido monaco Pai Mei, chiamato anche sopracciglio bianco. Alcuni dei discepoli del tempio - travestitisi da attori - riescono a fuggire dal luogo e si rifugiano nelle campagne: qualche tempo dopo il leader dei profughi Hung Hsi Kuan - esperto dello stile Tigre - incontra e s'innamora di Wan Yung-chun - lei esperta dello stile Gru. Hsi Kuan, determinato a uccidere Pai Mei per vendicare il maestro e i discepoli uccisi nel massacro, viene invece fermato dalla moglie. Nel tempo nasce Wen-ding, allenato sin dalla nascita dalla madre nello stile Gru. Dopo dieci anni di allenamento, Hsi Kuan si reca ad affrontare Pai Mei, ma si salva in extremis grazie a Hsiao Hu - che si sacrifica. Hsi Kuan torna a casa con un'importante informazione (quella cioè che Pai Mei si può uccidere solo tra l'una e le tre del pomeriggio) e si allena per altri sette anni. Al termine di questi, si reca ancora una volta a combattere contro Pai Mei, ma muore ucciso dal perfido monaco. Intanto il figlio Hung Wen-Ding diviene un combattente provetto nello stile Gru e in un solo anno apprende lo stile del padre, il Tigre. In più rispetto al suo antenato, Wen-Ding possiede la conoscenza del Gru, stile prettamente femminile che la madre gli aveva insegnato. Creato lo stile "Tigre - Gru" (stile tra l'altro realmente esistente tra le arti marziali) Wen-Ding si reca a uccidere Pai Mei.